# Chen Ruo Bing
 (juin 2019).
Si vous disposez d'ouvrages ou d'articles de référence ou si vous connaissez des sites web de qualité traitant du thème abordé ici, merci de compléter l'article en donnant les références utiles à sa vérifiabilité et en les liant à la section « Notes et références ».
Chen Ruo Bing né en 1970, est un artiste chinois dont la peinture abstraite en couleurs fusionne la tradition orientale et l'art contemporain occidental.

## Vie et œuvre
Né dans une famille d'érudits et d'artistes, Chen Ruo Bing a grandi pendant la révolution culturelle chinoise. Il s'intéressait à la peinture à l'encre de Chine, à la calligraphie, à la philosophie et à la poésie. De 1988 à 1991, il était étudiant à l'Académie des Beaux-Arts de Hangzhou. Se concentrant sur la peinture de paysages en noir et blanc, il explore les catégories d'espace et de temps, en particulier le temps statique dans l'art chinois, mais aussi le temps dynamique dans le monde occidental.[réf. nécessaire]
En raison de son grand intérêt pour la philosophie occidentale et la théorie de l'art, il s'est rendu en Allemagne. De 1992 à 1998, il étudie la peinture à la Kunstakademie de Düsseldorf, avec Gotthard Graubner. Son professeur a continué à lui enseigner la peinture en noir et blanc jusqu'à ce qu'il trouve ses propres couleurs. En plus des théories de Kazimir Malevich et de Wassily Kandinsky, l'esthétique symbiotique de son art a été influencée par la peinture de Josef Albers, Ad Reinhardt, Mark Rothko and Barnett Newman.[réf. nécessaire]
Selon Ken Johnson, critique au New York Times, « les peintures abstraites silencieuses de Chen Ruo Bing à Taguchi offrent un répit contemplatif. Travaillant sur des toiles de taille moyenne, il crée des compositions simples: des grilles de cases grises centrées sur des formes monolithiques, un carré délimité par quatre coups de pinceau violets sur un fond jaune. L’intérêt principal réside dans les riches couleurs incrustées dans la toile, qui brillent de l’incandescence Rothko-esque. L’œuvre est un beau mélange de formalisme, d’hédonisme et de transcendantalisme. » 
L'artiste expose périodiquement dans des galeries et des musées en Allemagne, aux Pays-Bas, en Chine, en Corée du Sud et au Japon, et ses œuvres sont présentées dans des foires d'art en Allemagne, aux Pays-Bas, en Chine, en Corée du Sud, au Japon, aux États-Unis, en Angleterre et en Australie. En 1993, il a reçu le prix de l’avancement de la fondation Hedwig et Robert Samuel, Düsseldorf. En 2000, il faisait partie du programme Artist in Residence de la Josef and Anni Albers Foundation, Bethany, Connecticut.
Il vit et travaille à Düsseldorf.